# Somatochlora georgiana
Somatochlora georgiana – gatunek ważki z rodziny szklarkowatych (Corduliidae). Występuje na terenie Ameryki Północnej.